# Saint-Ouen-en-Belin
Saint-Ouen-en-Belin – miejscowość i gmina we Francji, w regionie Kraj Loary, w departamencie Sarthe.
Według danych na rok 1990 gminę zamieszkiwało 898 osób, a gęstość zaludnienia wynosiła 59 osób/km² (wśród 1504 gmin Kraju Loary Saint-Ouen-en-Belin plasuje się na 622. miejscu pod względem liczby ludności, natomiast pod względem powierzchni na miejscu 767.).